# Ansacq
Ansacq [ɑ̃sak] ist eine französische Gemeinde mit 271 Einwohnern (Stand 1. Januar 2022) im Département Oise in der Region Hauts-de-France. Die Gemeinde liegt im Arrondissement Clermont und ist Teil der Communauté de communes Thelloise. Die Bewohner werden Ansacquois und Ansacquoises genannt.

## Geographie
Die Gemeinde Ansacq liegt zwölf Kilometer nordwestlich von Creil in einem Seitental des Thérain. Zu Ansacq gehören das Gehöft Le Plessier Bilbaut und das Schloss Château des Saules. Umgeben wird Ansacq von den Nachbargemeinden Agnetz im Norden, Clermont im Nordosten, Neuilly-sous-Clermont im Osten, Cambronne-lès-Clermont im Südosten, Bury im Süden, Angy im Südwesten, Thury-sous-Clermont im Westen sowie La Neuville-en-Hez im Nordwesten.

## Toponymie
Im Jahr 969 wurde der Ort als Antiacum erstmals genannt.

## Bevölkerungsentwicklung
| Jahr                       | 1962 | 1968 | 1975 | 1982 | 1990 | 1999 | 2006 | 2012 | 2021 |
| -------------------------- | ---- | ---- | ---- | ---- | ---- | ---- | ---- | ---- | ---- |
| Einwohner                  | 108  | 103  | 88   | 135  | 228  | 263  | 272  | 269  | 273  |
| Quellen: Cassini und INSEE |      |      |      |      |      |      |      |      |      |

## Sehenswürdigkeiten
- Gotische einschiffige Kirche Saint-Lucien, erbaut um 1200 in Form eines lateinischen Kreuzes mit einem Dachreiter, seit 1927 als Monument historique eingeschrieben[1]
- Überreste des alten Schlosses
- Neues Schloss (Château des Saules) am Schlossweiher; der Park ist in das Vorinventar der bemerkenswerten Gärten eingetragen[2]
- Flurkreuz
- Gefallenendenkmal

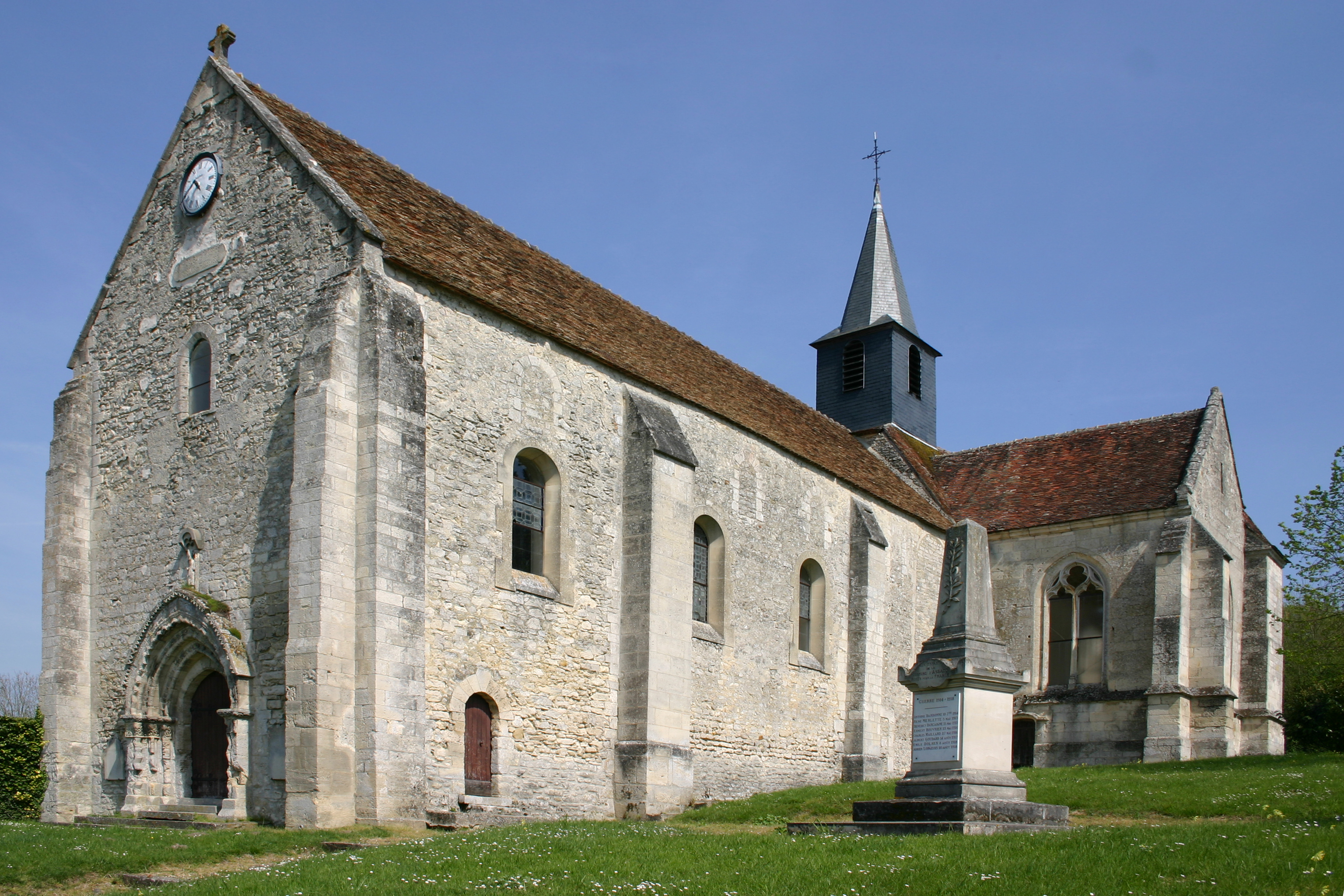
Kirche Saint-Lucien
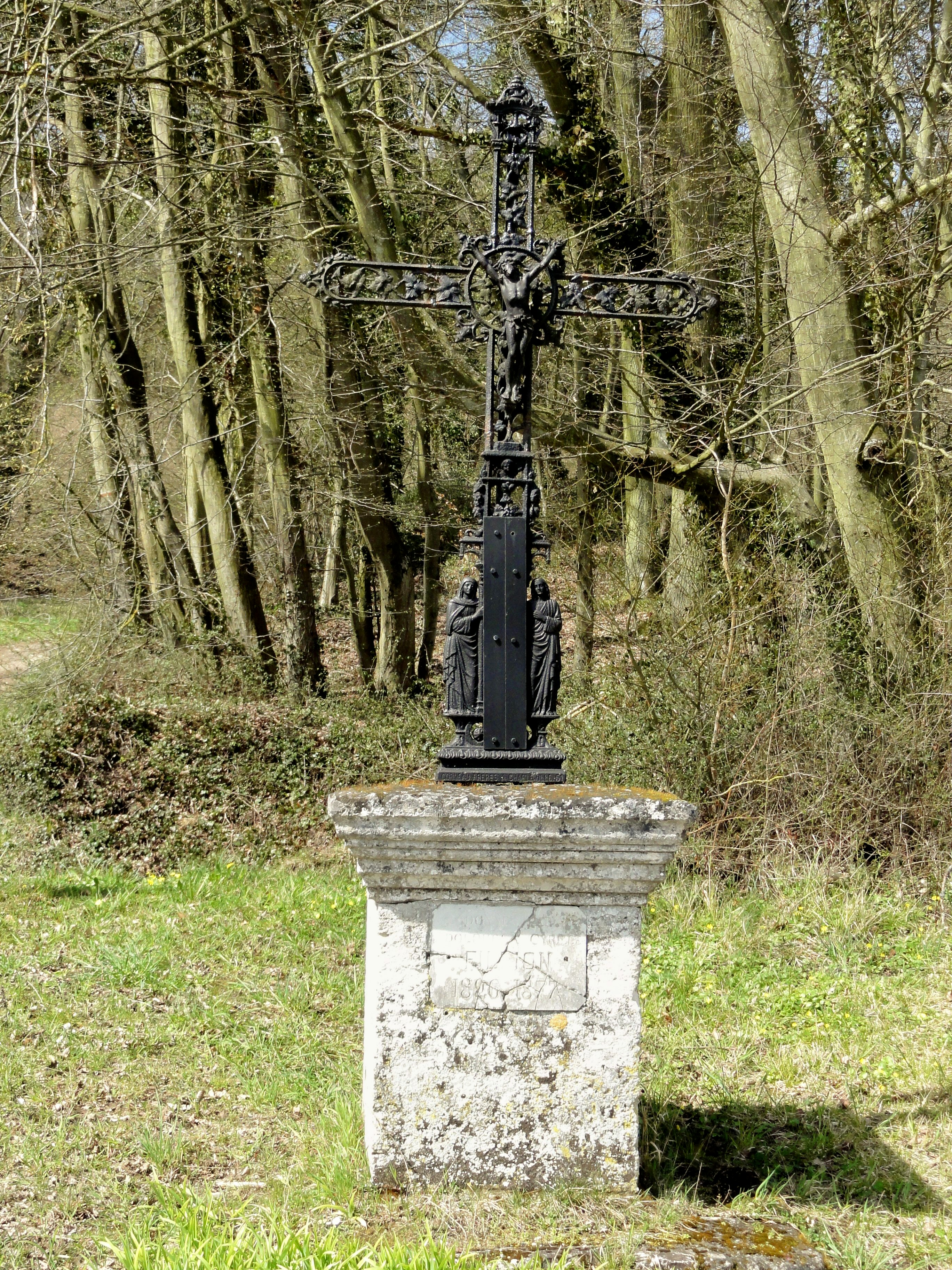
Flurkreuz
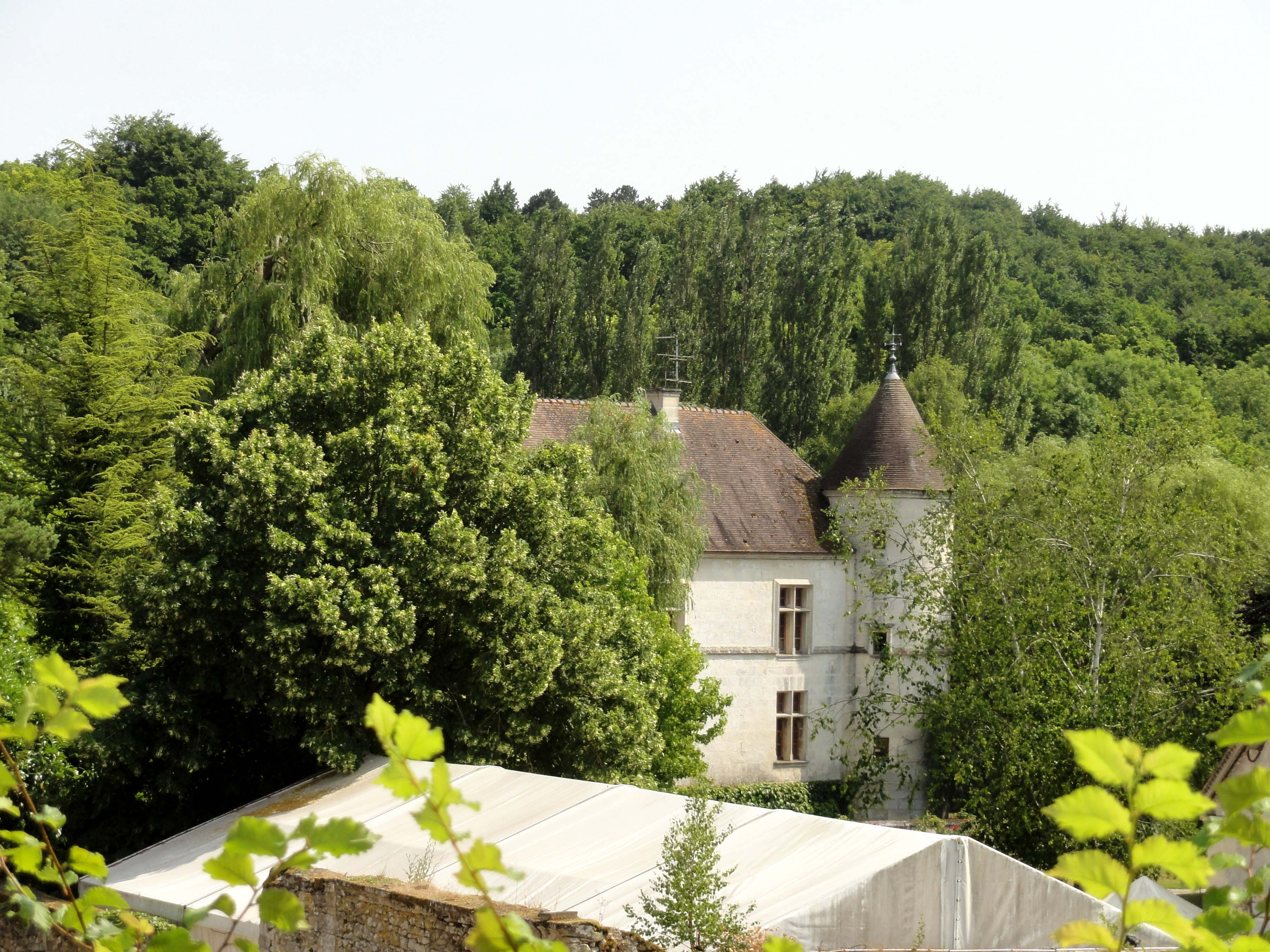
Altes Schloss
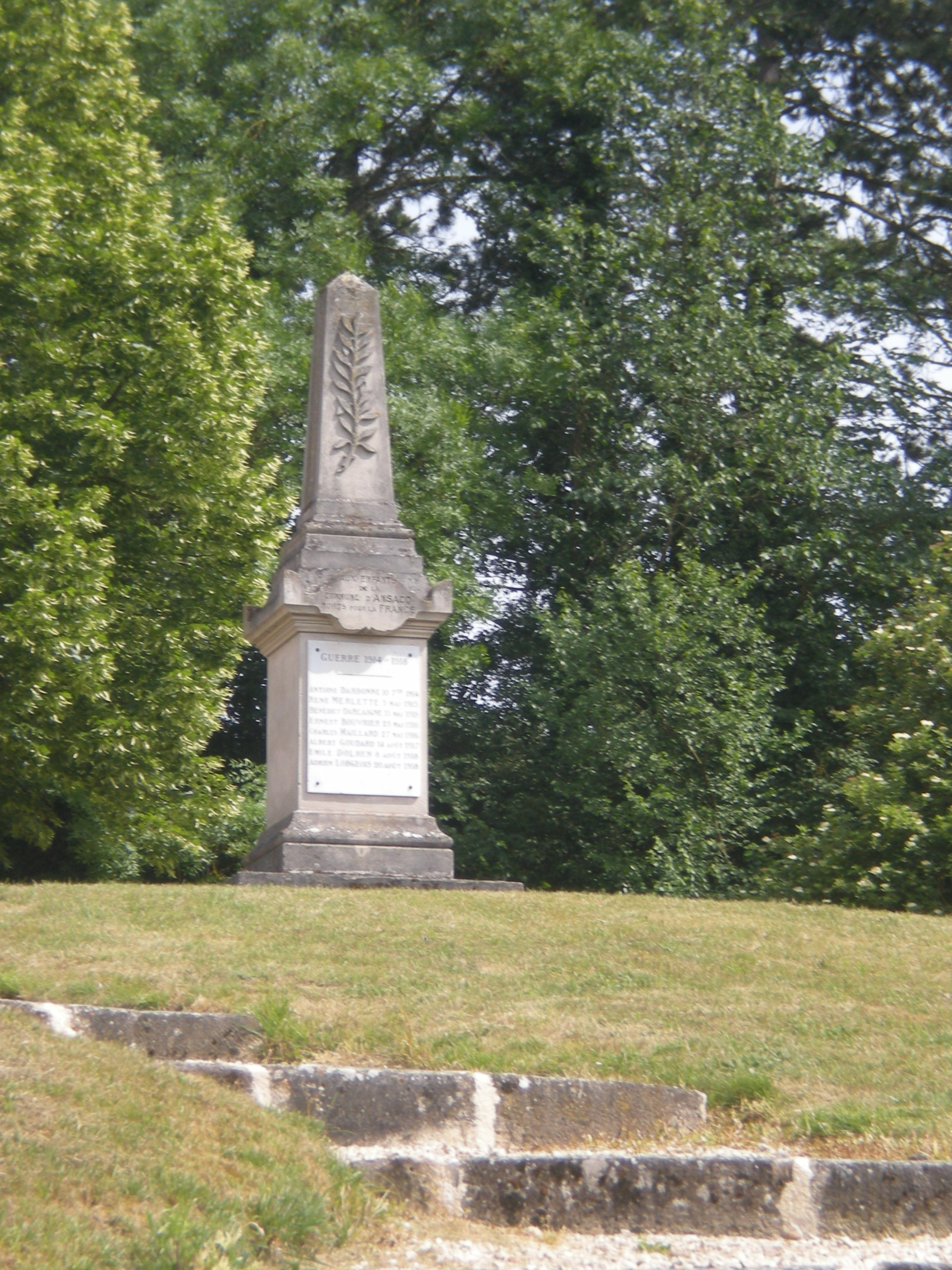
Gefallenendenkmal